# Güttenberg
Güttenberg ist ein Ortsteil der Stadt Rötz im Landkreis Cham des Regierungsbezirks Oberpfalz im Freistaat Bayern.

## Geografie
Güttenberg liegt 3 Kilometer nordöstlich der Bundesstraße 22, 2 Kilometer nordwestlich der Staatsstraße 2150 und 4,6 Kilometer nordöstlich von Rötz. Westlich von Güttenberg erhebt sich der 546 Meter hohe Güttenberg.

## Geschichte
Güttenberg (auch: Gutenberch, Gvtenberge, Guttenperg, Guttnperg, Guettenberg, Gütenberg, Güettenberg) wurde 1194 erstmals schriftlich erwähnt. In einer Urkunde von 1194 erschien Heinricus de Gutenberch als Zeuge einer Schenkung zugunsten des diepoldingischen Hausklosters Reichenbach.
Alheidis de Plerperch schenkte 1261 einen Hof in Güttenberg an das Kloster Schönthal. 1292 tauschte das Kloster Walderbach mit Reinboto von Schwarzenburg zwei Höfe in Berndorf und Grafenkirchen gegen zwei Höfe in Güttenberg und Trobelsdorf.
Im Verzeichnis der Erträge des Klosters Schönthal von 1429 wurde Güttenberg aufgeführt.
1505 wurde Güttenberg erwähnt. 1522 erschien es als verlassen und öde. In einem Verzeichnis von 1588 wurden für Güttenberg 2 Höfe, 1 Gut, 1 Sölde und Mannschaften als zur Frais Schwarzenburg gehörig aufgeführt. 1596 wurde für Güttenberg 1 Hof zum Kloster Walderbach gehörig verzeichnet.
1622 gab es dort 4 Mannschaften. In den Steuerunterlagen des Pflegamts und der Stadt Rötz von 1630 wurde das Amt Rötz in Viertel eingeteilt. Güttenberg gehörte zum 2. Viertel. Es hatte 2 Höfe, 1 Gut, 1 Söldengütl.
1766 gab es in Güttenberg 4 Anwesen, davon 2 Höfe, 1 Gut, 1 Sölde; 1 Hof zum Kloster Walderbach und ein Gut zum Kloster Schönthal. 1792 hatte Güttenberg 4 Pflegamtsuntertanen.
1808 hatte Güttenberg 6 Anwesen und 1 Hüthaus zusammen mit Diepoltsried.
1808 wurde die Verordnung über das allgemeine Steuerprovisorium erlassen. Mit ihr wurde das Steuerwesen in Bayern neu geordnet und es wurden Steuerdistrikte gebildet. Dabei kam Güttenberg zum Steuerdistrikt Diepoltsried. Der Steuerdistrikt Diepoltsried bestand aus den Dörfern Diepoltsried, Fahnersdorf und den Weilern Güttenberg und Hermannsbrunn.
1820 wurden im Landgericht Waldmünchen Ruralgemeinden gebildet. Dabei wurde Diepoltsried mit 21 Familien Ruralgemeinde. Zur Ruralgemeinde Diepoltsried gehörten die Dörfer Diepoltsried mit 13 Familien und Güttenberg mit 6 Familien sowie die Einöde Blabmühle mit 2 Familien.
1978 wurde die Gemeinde Diepoltsried und mit ihr auch Güttenberg nach Rötz eingegliedert.
Güttenberg gehört zur Pfarrei Heinrichskirchen, früher Pfarrei Rötz, Filiale Heinrichskirchen. 1997 hatte Güttenberg 25 Katholiken.

## Einwohnerentwicklung ab 1820
| Jahr | Einwohner  | Gebäude |
| ---- | ---------- | ------- |
| 1820 | 6 Familien | k. A.   |
| 1838 | 51         | 6       |
| 1861 | 36         | 17      |
| 1871 | 38         | 41      |
| 1885 | 36         | 6       |
| 1900 | 32         | 6       |
| 1913 | 35         | 6       |

| Jahr | Einwohner | Gebäude |
| ---- | --------- | ------- |
| 1925 | 35        | 4       |
| 1950 | 59        | 6       |
| 1961 | 39        | 6       |
| 1970 | 35        | k. A.   |
| 1987 | 27        | 6       |
| 2011 | 21        | k. A.   |

## Denkmalschutz
Auf der Spitze des Güttenberges steht eine denkmalgeschützte Bergkapelle aus dem Anfang des 20. Jahrhunderts. Es handelt sich um einen giebelständigen Satteldachbau mit halbrunder eingezogener Apsis und Dachreiter.